# Leslie S. Hiscott
Pour les articles homonymes, voir Hiscott.
Leslie S. Hiscott, de son nom complet Leslie Stephenson Hiscott, né le 25 juillet 1894 à Londres et mort le 2 mai 1968 à Londres, est un réalisateur et scénariste britannique.

## Biographie
En 1928, il devient co-directeur des Twickenham Film Studios avec Henry Edwards et Julius Hagen.
La même année, il co-réalise avec Julius Hagen le film The Passing of Mr. Quin, première adaptation cinématographique d'une œuvre d'Agatha Christie. En 1931, il réalise Alibi, premier film à mettre en scène le célèbre détective belge Hercule Poirot joué par Austin Trevor.
Il épouse la productrice Elizabeth Hiscott en 1936

## Filmographie

### comme réalisateur
- 1925 : Spots
- 1925 : Raising the Wind
- 1925 : A Friend of Cupid
- 1925 : A Fowl Proceeding
- 1925 : Cats
- 1925 : Billets
- 1927 : The Marriage Business
- 1928 : S.O.S.
- 1928 : The Passing of Mr. Quin
- 1929 : Ringing the Changes
- 1929 : The Feather
- 1930 : The House of the Arrow
- 1930 : At the Villa Rose
- 1930 : Call of the Sea
- 1931 : The Sleeping Cardinal
- 1931 : Alibi
- 1931 : Brown Sugar
- 1931 : Night in Montmartre
- 1931 : Black Coffee
- 1932 : When London Sleeps
- 1932 : A Tight Corner
- 1932 : A Safe Proposition
- 1932 : Once Bitten
- 1932 : Murder at Covent Garden
- 1932 : The Face at the Window
- 1932 : Double Dealing
- 1932 : The Crooked Lady
- 1932 : The Missing Rembrandt
- 1933 : Yes, Madam
- 1933 : That's My Wife
- 1933 : Strike It Rich
- 1933 : The Stolen Necklace
- 1933 : Out of the Past
- 1933 : Marooned
- 1933 : Keep It Quiet
- 1933 : The Iron Stair
- 1933 : I'll Stick to You
- 1933 : His Grace Gives Notice
- 1933 : Cleaning Up
- 1933 : The Melody-Maker
- 1933 : The Stickpin
- 1933 : Great Stuff
- 1934 : Passing Shadows
- 1934 : Flat Number Three
- 1934 : The Man I Want
- 1934 : Gay Love
- 1934 : Crazy People
- 1935 : She Shall Have Music
- 1935 : Inside the Room
- 1935 : A Fire Has Been Arranged
- 1935 : Department Store
- 1935 : The Big Splash
- 1935 : Annie, Leave the Room
- 1935 : The Triumph of Sherlock Holmes
- 1935 : Three Witnesses
- 1935 : Death on the Set
- 1936 : The Interrupted Honeymoon
- 1936 : Fame
- 1937 : Millions
- 1937 : Fine Feathers
- 1937 : Ship's Concert
- 1940 : Tilly of Bloomsbury
- 1941 : The Seventh Survivor
- 1942 : Lady from Lisbon
- 1942 : Sabotage at Sea
- 1943 : The Butler's Dilemma
- 1944 : Welcome, Mr. Washington
- 1955 : The Time of His Life
- 1956 : Tons of Trouble

### comme scénariste
- 1923 : Squibs M.P.
- 1923 : Squibs' Honeymoon
- 1927 : The Marriage Business
- 1928 : The Passing of Mr. Quin
- 1929 : The Feather
- 1929 : To What Red Hell
- 1931 : The Sleeping Cardinal
- 1955 : The Time of His Life
- 1956 : Tons of Trouble